# Big Bang Media
Big Bang Media es una productora de televisión española, fundada en 2009 por Alberto Carullo, como Consejero Delegado de CEO -fue un antiguo director de División de Antena de Telecinco, y Mariana Cortés como directora general de Big Bang Media. Mariana fue una antigua directora de Ficción de la productora Grundy, empresa filial de Freamantle Media. Así, Big Bang Media se convierte en una de las principales "productoras de confianza del Grupo Mediaset España"

## Programas
- De buena ley: 2009 - 2014. Telecinco
- Me cambio de familia: 2010 - 2011 en Telecinco. 2011 - 2013 en Cuatro
- Uno para ganar: 2011 - 2012. Cuatro (adaptación del formato Minute to Win It)
- Vitalbien: 2013. Nueve
- Cero Noticias: 2014. Canal Uno
- Casados a primera vista: 2015 - 2018. Antena 3
- Espíritu salvaje: 2017. Cuatro
- 7 días sin ellas: 2019. La 1
- Malas lenguas  : 2025.  La 1 y La 2

## Series
| Serie              | Inicio                   | Final                    | Género   | Canal                | Temporadas                  | Estado     |
| ------------------ | ------------------------ | ------------------------ | -------- | -------------------- | --------------------------- | ---------- |
| Edificio España    | 26 de diciembre de 2010  | 26 de diciembre de 2010  | Sketches | La Siete             | Episodio Piloto             | Finalizada |
| Homicidios         | 20 de septiembre de 2011 | 12 de diciembre de 2011  | Thriller | Telecinco            | 1 temporada, 13 episodios   | Finalizada |
| Braccialetti Rossi | 26 de enero de 2014      | 1 de diciembre de 2016   | Drama    | RAI 1                | 3 temporadas, 19 episodios  | Finalizada |
| Ciega a citas      | 10 de marzo de 2014      | 26 de septiembre de 2014 | Comedia  | Cuatro               | 3 temporadas, 140 episodios | Finalizada |
| Perdida            | 14 de enero de 2020      | 24 de marzo de 2020      | Drama    | Antena 3             | 1 temporadas, 11 episodios  | Finalizada |
| Lejos de ti        | 8 de abril de 2020       | 20 de mayo de 2020       | Comedia  | Canale 5 / Telecinco | 1 temporadas, 7 episodios   | Finalizada |
| Caronte            | 15 de marzo de 2021      | 7 de junio de 2021       | Drama    | Cuatro               | 1 temporadas, 13 episodios  | Finalizada |
| La edad de la ira  | 27 de febrero de 2022    | 20 de marzo de 2022      | Drama    | Atresplayer Premium  | 1 temporadas, 4 episodios   | Finalizada |
| Ser o no ser       | 30 de marzo de 2022      | 30 de marzo de 2022      | Drama    | RTVE Play            | 1 temporadas, 6 episodios   | Finalizada |